# Thwaitesia pulcherrima
Thwaitesia pulcherrima är en spindelart som beskrevs av Butler 1882. Thwaitesia pulcherrima ingår i släktet Thwaitesia och familjen klotspindlar.
Artens utbredningsområde är Madagaskar. Inga underarter finns listade i Catalogue of Life.